# Вулька (Красноставський повіт)
Вулька (пол. Wólka) — село в Польщі, у гміні Жулкевка Красноставського повіту Люблінського воєводства.
Населення — 50 осіб (2011).
У 1975-1998 роках село належало до Замойського воєводства.

## Демографія
Демографічна структура станом на 31 березня 2011 року:
|          | Загалом | Допрацездатний вік | Працездатний вік | Постпрацездатний вік |
| -------- | ------- | ------------------ | ---------------- | -------------------- |
| Чоловіки | 20      | 3                  | 13               | 4                    |
| Жінки    | 30      | 10                 | 10               | 10                   |
| Разом    | 50      | 13                 | 23               | 14                   |